# 克利爾克里克鎮區 (堪薩斯州埃爾斯沃思縣)
克利爾克里克鎮區（英語：Clear Creek Township）為美國堪薩斯州埃爾斯沃思縣轄下的鎮區。2010年美国人口普查中此鎮區人口有82人。

## 地理
克利爾克里克鎮區涵蓋總面積為94.2平方（36.38平方英里），其中陸地面積為94.1平方（36.32平方英里），水域面積為0.16平方（0.06平方英里）或0.16%。海拔高度473（1,552英尺）。

## 人口統計
根據2010年美國人口普查，克利爾克里克鎮區人口有82人，其中男性有42人，女性有40人，人口密度為每平方公里0.87人，住房計43戶。鎮區內的白人有79人，非裔美國人有0人，美洲原住民有1人，亞裔美國人有2人，太平洋島裔美國人有0人，其他種族有0人，混血種族則有0人。此外鎮區內有3人為西班牙裔或拉丁裔美國人。此鎮區之年齡中位數為48.0歲，而男性年齡中位數為47.5歲，女性年齡中位數為50.0歲。

## 交通

### 主要公路
- 111號堪薩斯州州道
- 140號堪薩斯州州道